# Indicatifs régionaux 305 et 786

Carte de l'État de la Floride avec les territoires de ses fuseaux horaires et de ses indicatifs régionaux.

Les indicatifs régionaux 305 et 786 sont deux des multiples l'indicatifs téléphoniques régionaux de l'État de la Floride aux États-Unis. Ils couvrent un territoire situé au sud-est de l'État.
La carte ci-contre indique le territoire couvert par les indicatifs 305 et 786.
Les indicatifs régionaux 305 et 786 font partie du Plan de numérotation nord-américain.